# Aberdeen Football Club
L'Aberdeen Football Club és un club de futbol escocès que juga a la Premiership escocesa.
Es va formar el 1903 per la unió de diversos clubs d'Aberdeen i és un dels millors clubs d'Escòcia. Sir Alex Ferguson va ser un reeixit entrenador de l'equip als anys 80, amb qui van aconseguir guanyar 3 lligues i la Recopa d'Europa de 1983, derrotant el Reial Madrid en la final.

## Dades del club
- Primer partit: Aberdeen 1 - 1 Stenhousemuir (15 d'agost de 1903)
- Major golejada a favor: Aberdeen 13 - 0 Peterhead (Copa d'Escòcia, 10 de febrer de 1923)
- Major golejada en contra: Celtic FC 8 - 0 Aberdeen (Celtic Park, 30 de gener de 1965)
- Màxim golejador: Joe Harper, 205
- Més partits disputats: Willie Miller, 556, (Entre 1973 i 1990)

## Palmarès

### Tornejos nacionals
- Lligues d'Escòcia (4)
  - 1954-55; 1979-80; 1983-84; 1984-85
- Copes d'Escòcia (7)
  - 1946-47; 1969-70; 1981-82; 1982-83; 1983-84; 1985-86; 1989-90
- Copes de la lliga  (6)
  - 1955-56; 1976-77; 1985-86; 1989-90; 1995-96; 2013-14

### Tornejos internacionals
- Recopa d'Europa  (1)
  - 1982-83
- Supercopa d'Europa  (1)
  - 1983